# Moa Matthis
Moa Matthis, född 21 mars 1966, är en svensk litteraturkritiker och författare.

## Biografi
Matthis doktorerade 2014 vid Umeå universitet med avhandlingen "Take a Taste": Selling Isak Dinesen's Seven Gothic Tales in 1934.
Moa Matthis medarbetar bland annat i Dagens Nyheter och skriver artiklar och böcker framför allt utifrån ett feministiskt perspektiv. Tillsammans med Joanna Rubin Dranger är hon redaktör för Bilders makt, en kunskapsbank om rasistiska stereotyper.

### Familj
Moa Matthis är dotter till Iréne Matthis.